# São Miguel Arcanjo
São Miguel Arcanjo este un oraș în São Paulo (SP), Brazilia.